# Vimoutiers
Vimoutiers ist eine französische Kleinstadt mit 3041 Einwohnern (Stand 1. Januar 2022) im Département Orne in der Region Normandie. Sie liegt im Arrondissement Mortagne-au-Perche und im Kanton Vimoutiers.

## Lage
Die Kleinstadt Vimoutiers liegt an der Grenze zum Département Calvados im Pays d’Auge an der Vie, 30 Kilometer nordöstlich von Argentan. Nachbargemeinden von Vimoutiers sind Lisores im Norden, Canapville im Nordosten, Pontchardon im Osten, Ticheville im Südosten, Guerquesalles und Camembert im Süden, Crouttes im Westen sowie Val-de-Vie im Nordwesten.

## Geschichte
Während der Hugenottenkriege (1562–1598) war Vimoutiers einer der Orte, an denen sich die aufständischen Bauern versammelten, die nach ihrem ersten Versammlungsort La Chapelle-Gauthier Gauthiers genannt wurden. Der Aufstand wurde 1588 blutig beendet. Die Aufständischen in Vimoutiers selbst wurden allerdings nicht getötet, sondern kehrten zu ihrer Arbeit zurück, nachdem sie ihre Waffen abgeliefert hatten.
Im Laufe des Zweiten Weltkriegs wurde Vimoutiers im Zuge der Operation Overlord am 14. Juni 1944 durch ein Bombardement der Alliierten fast völlig zerstört, über zweihundert Menschen verloren dabei ihr Leben. Am 22. August 1944 wurde der Ort durch den Einmarsch kanadischer Truppen befreit. Bis 1952 war der Wiederaufbau weitgehend abgeschlossen.

## Kultur und Sehenswürdigkeiten
- In der neogotischen Kirche Notre-Dame befindet sich eine Orgel des Orgelbauers Aristide Cavaillé-Coll.
- Im Ort befindet sich ein Camembert-Museum und eine Statue für Marie Harel, die angebliche Erfinderin des Camembert.
- Der alte Benediktinerkonvent stammt vom Ende des 18. Jahrhunderts und ist als Monument historique klassifiziert.[4]
- Gärten der Priorei Saint-Michel

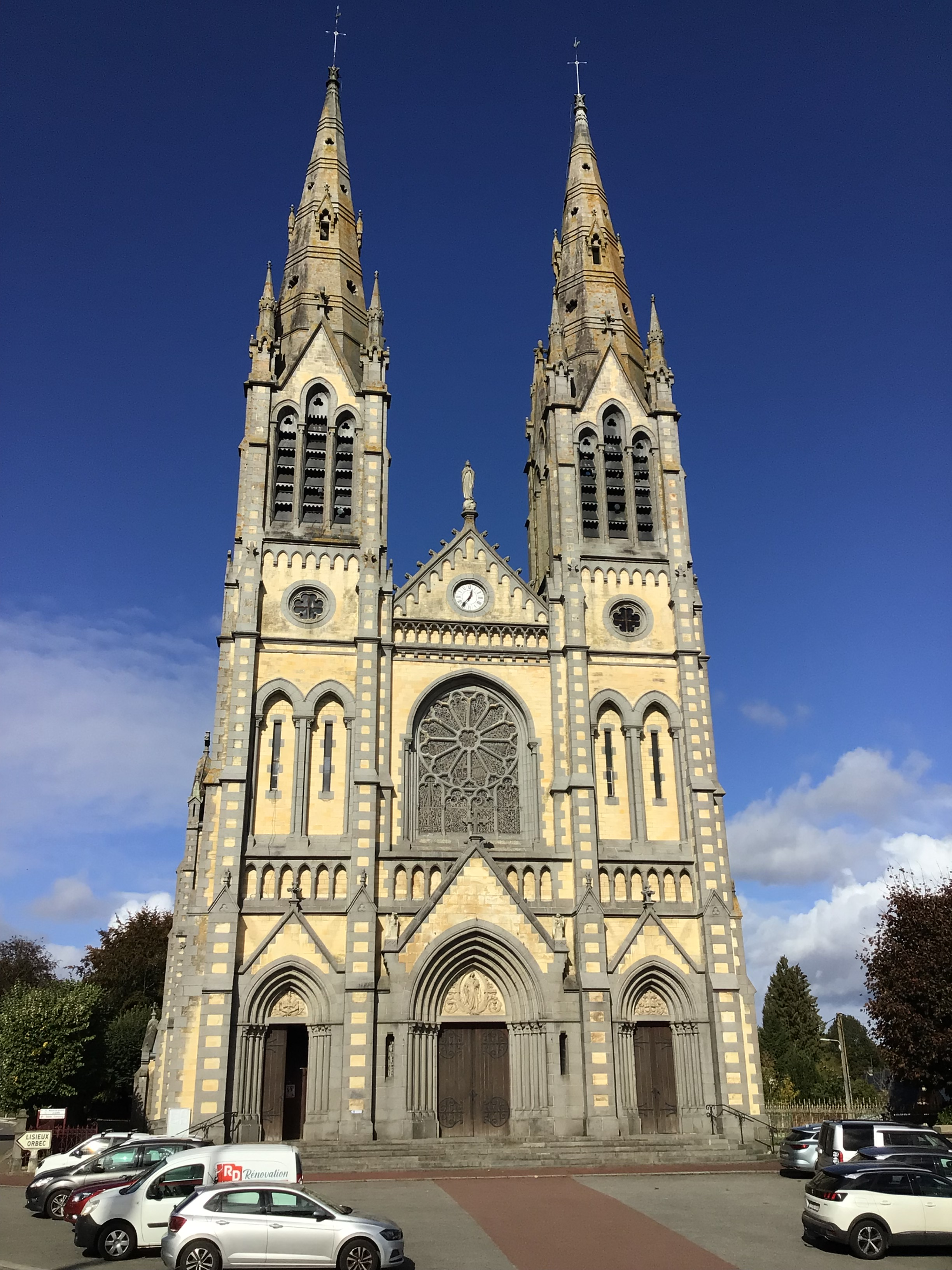
Kirche Notre-Dame
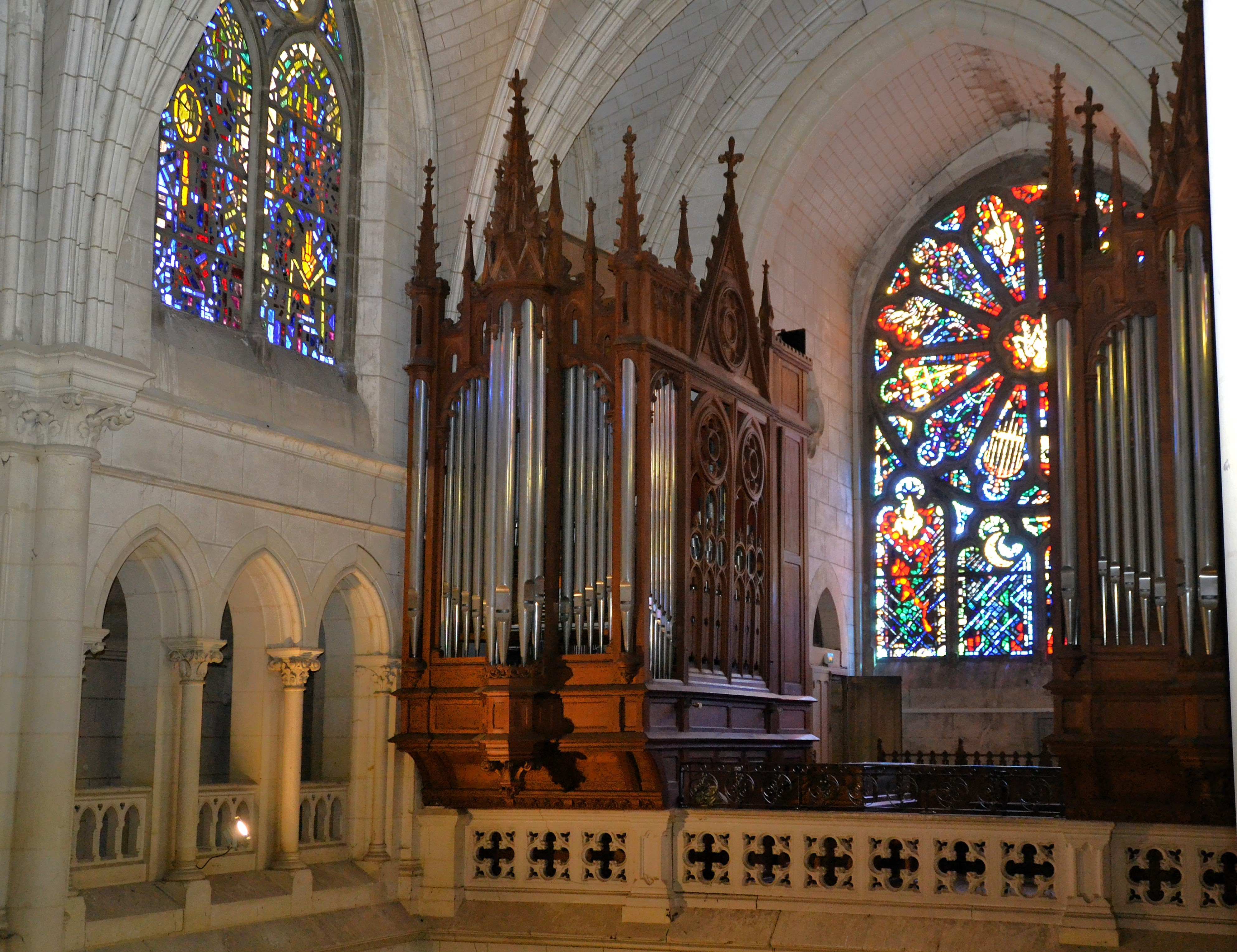
Orgel von Aristide Cavaillé-Coll
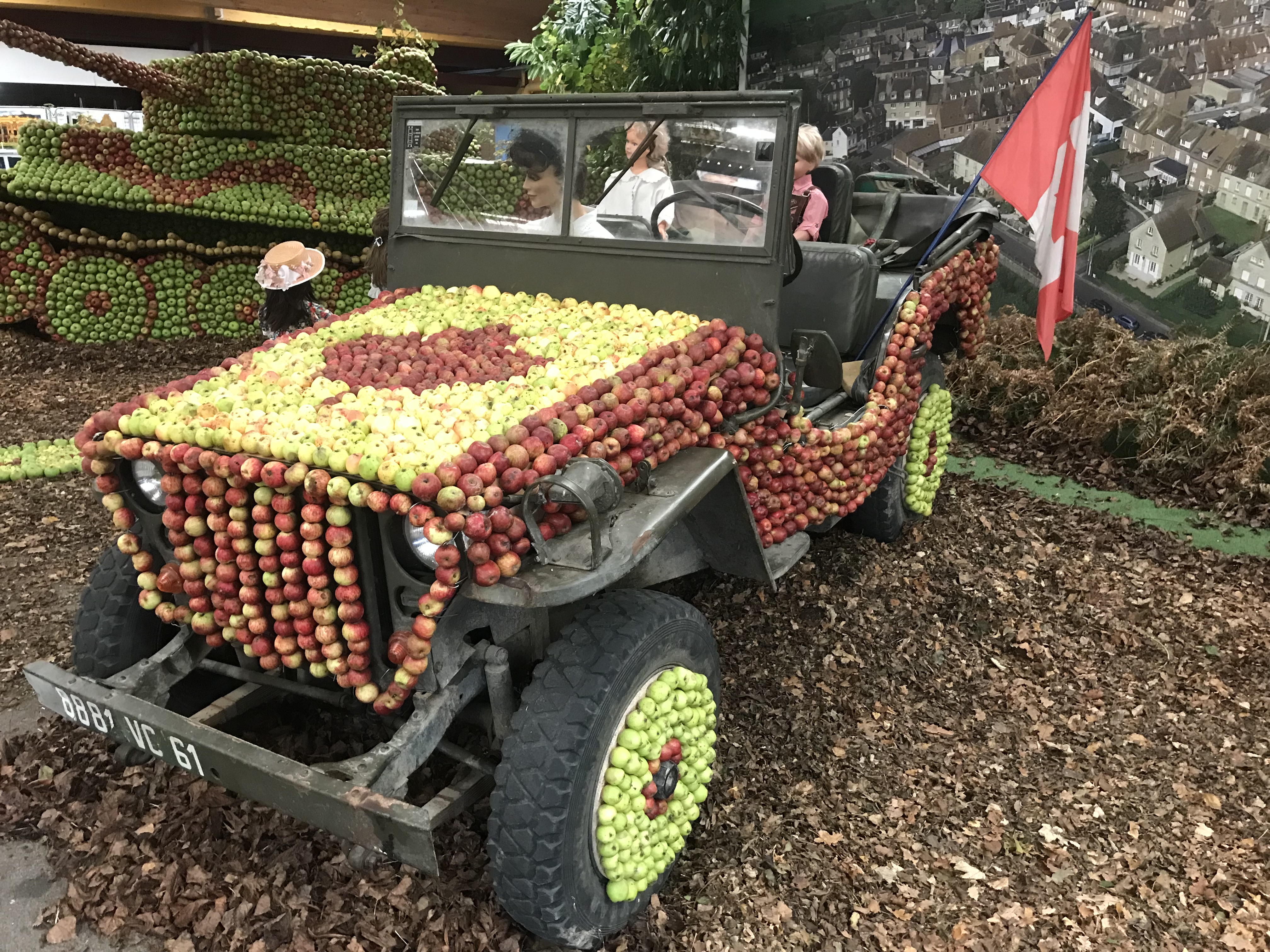
Apfelmesse 2024
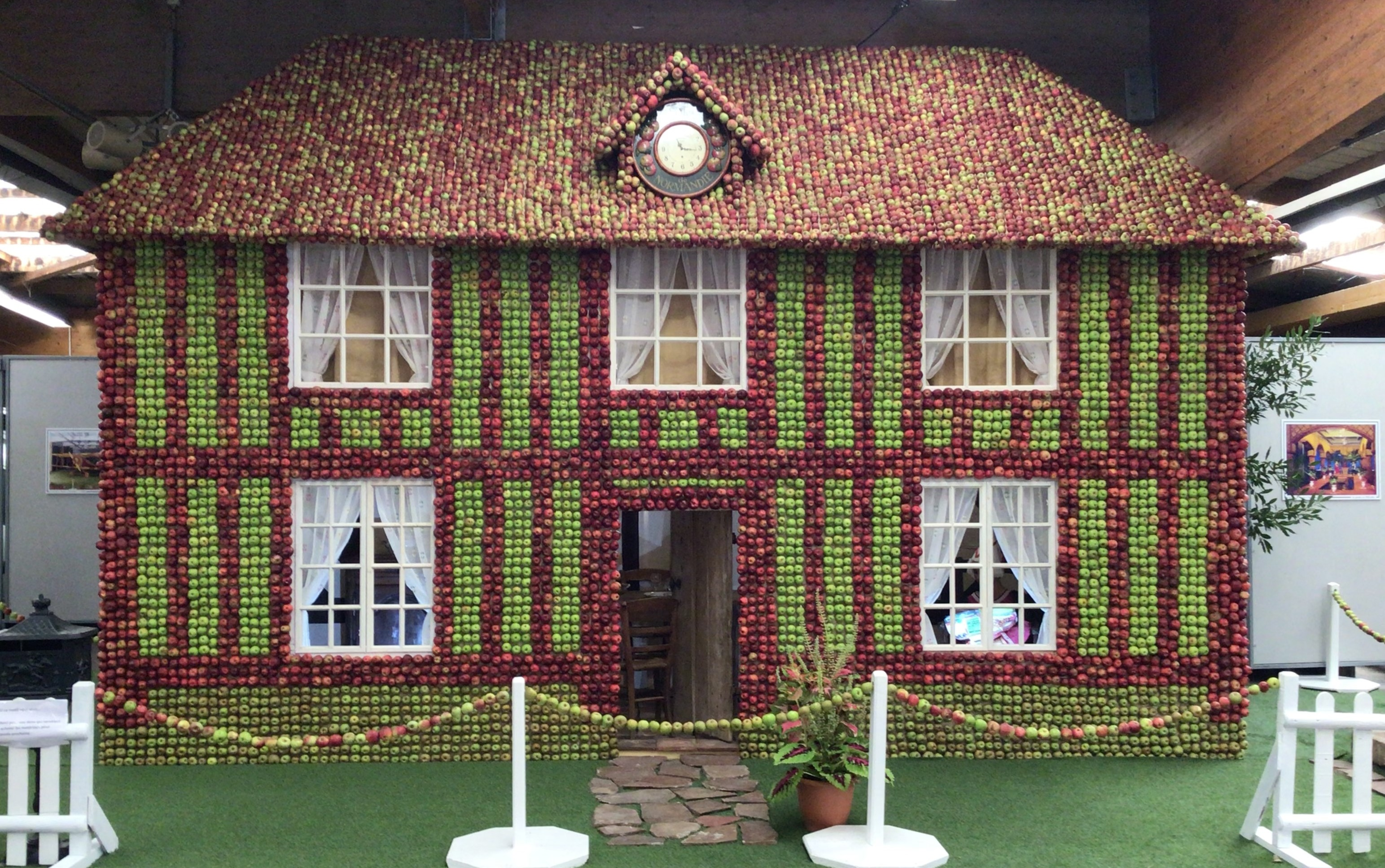
Apfelmesse 2023
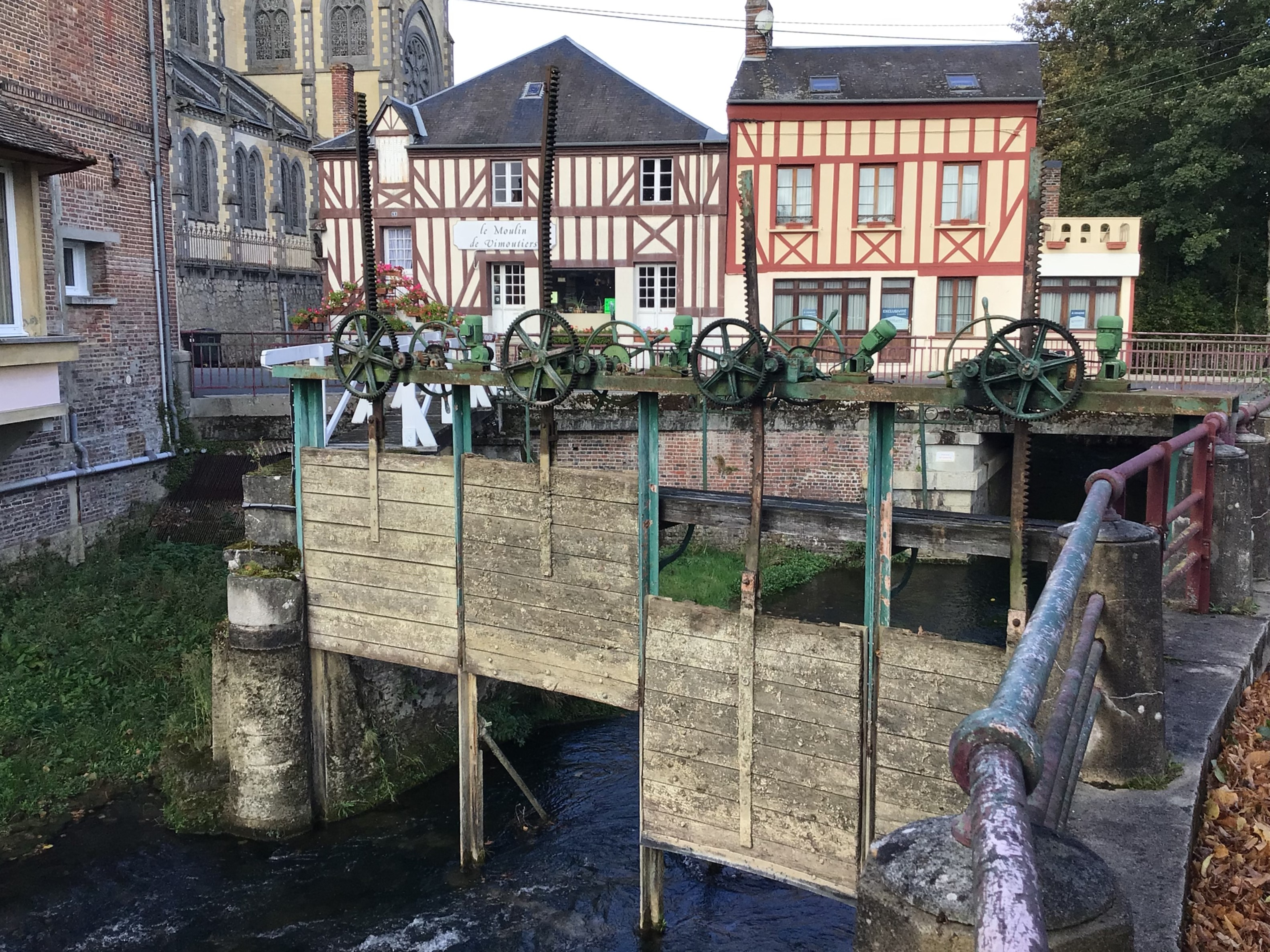
Wassermühle
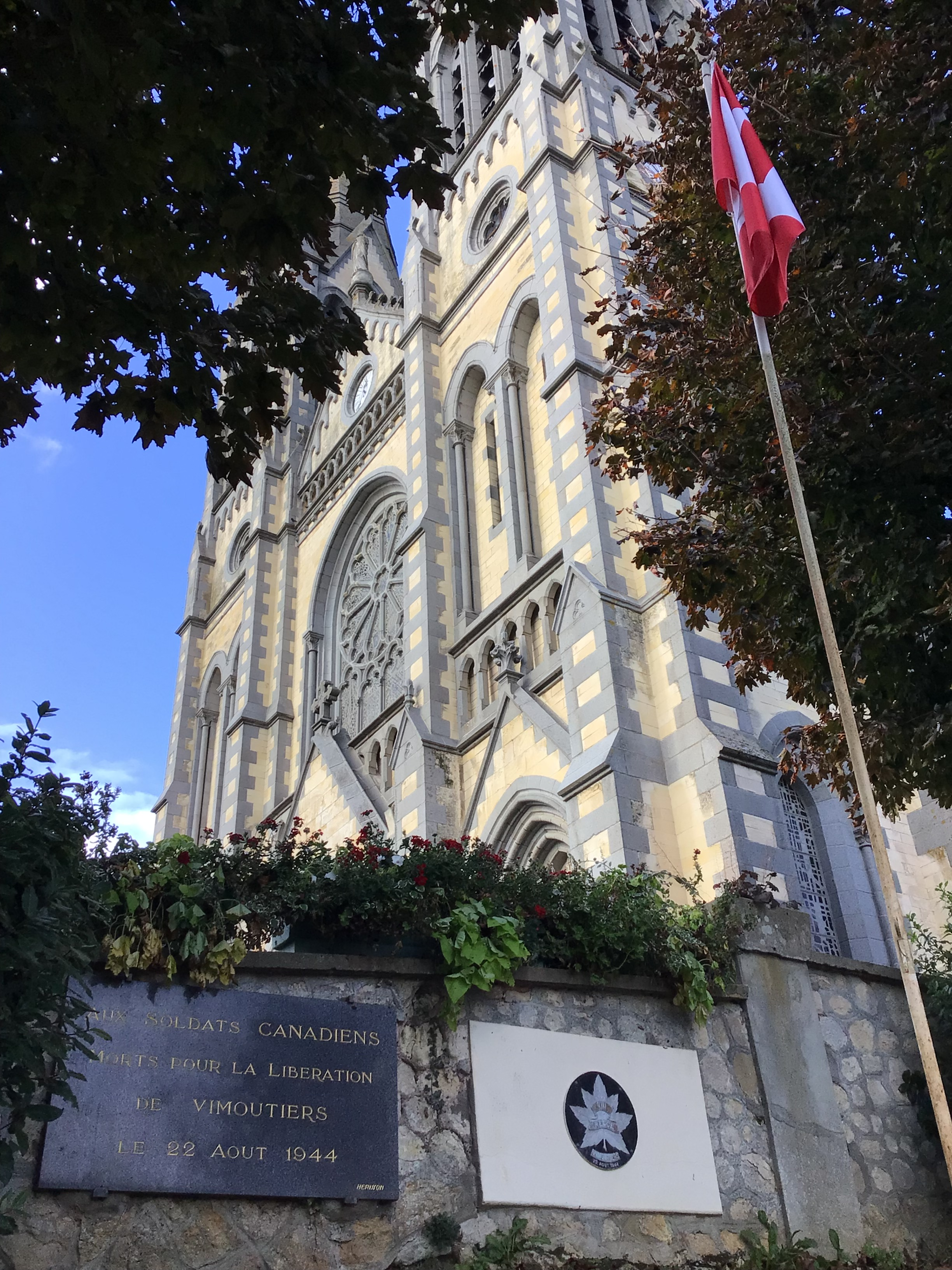
Gefallenendenkmal

## Städtepartnerschaften
- Sontra, Deutschland seit 1971
- Fordingbridge, Vereinigtes Königreich
- Châtelet, Belgien

## In Vimoutiers geboren
- Joseph Laniel (1889–1975), Politiker der gemäßigten Rechten